# Jakob Müller (Eisenbahnmanager)
Jakob Müller (* 29. November 1857 in Rain LU; † 19. Oktober 1922 in Zürich) war ein Schweizer Eisenbahnmanager und langjähriger Direktor der Orientalischen Eisenbahn (Chemins de fer Orientaux, CO) im Osmanischen Reich. Seine Karriere steht exemplarisch für die Rolle der Schweiz als Exporteurin technischer und organisatorischer Kompetenz im 19. und frühen 20. Jahrhundert.

## Leben und Wirken

### Frühe Jahre und Ausbildung
Jakob Müller wurde am 29. November 1857 in Rain (LU) als ältestes von vier Kindern geboren. Ihm folgten Johann Baptist (1858), Elisabeth Sophia (1860) und Maria (1862). Sein Vater war Dorfmetzger, die Familie gehörte zur liberalen Minderheit in einer politisch stark polarisierten Region. Über seine Jugend ist wenig bekannt; zeitgenössische Berichte beschreiben ihn als eher zurückhaltend, aber ehrgeizig. Auffällig sei sein frühes Interesse an Bildung gewesen – bevorzugt zog er sich mit Lehrbüchern zurück, statt auf dem Feld zu arbeiten.
Müller besuchte die Primar- und Sekundarschule in Eschenbach und später für zwei bis drei Jahre das Gymnasium an der Kantonsschule, wahrscheinlich in Luzern. Eine formelle Berufsausbildung ist nicht dokumentiert, doch weisen mündliche Quellen darauf hin, dass er eine kaufmännisch geprägte Ausbildung mit starkem Bezug zum Eisenbahnwesen absolvierte. Diese Grundlage ermöglichte ihm 1875 den Eintritt in die Nordostbahn – und markierte den Einstieg in eine Laufbahn, die ihn weit über die Landesgrenzen hinausführen sollte.

### Aufbruch in den Orient
1875 trat Jakob Müller im Alter von 18 Jahren in den Dienst der Nordostbahn ein, vermutlich im Rahmen einer praktischen kaufmännischen Anlehre. Die Eisenbahn galt zu dieser Zeit als zukunftsweisende Wachstumsbranche – nicht nur in der Schweiz, sondern europaweit. Müller eignete sich in kurzer Zeit fundierte Kenntnisse im Eisenbahnbetrieb und in der betrieblichen Organisation an, was ihn für den internationalen Arbeitsmarkt interessant machte.
Bereits 1877, mit 20 Jahren, verliess er die Schweiz in Richtung Konstantinopel. Dort nahm er eine Stelle als einfacher Stationsgehilfe bei der Orientalischen Eisenbahn an. Diese Bahn war Teil eines grossen Infrastrukturprojekts, das Europa mit dem Osmanischen Reich verbinden sollte. Müllers Entscheidung für diesen Schritt war ungewöhnlich mutig: Die politischen Verhältnisse im Osmanischen Reich waren instabil, das kulturelle Umfeld für ihn fremd. Sein Aufbruch markierte den Beginn einer vierzigjährigen Laufbahn in den Diensten eines der wichtigsten internationalen Eisenbahnnetze der Zeit.

### Direktor der Orientalischen Eisenbahn
Jakob Müllers Aufstieg innerhalb der Orientalischen Eisenbahn ist nicht dokumentiert. Doch seine organisatorischen Fähigkeiten, seine Zuverlässigkeit und seine Fähigkeit, sich im multinationalen Umfeld zu bewegen, führten 1903 zur Ernennung als Subdirektor. Mit einem Jahresgehalt von 32'000 Francs zählte Müller bereits damals zu den Spitzenverdienern ausländischer Fachkräfte im Osmanischen Reich.
1913 wurde er Generaldirektor der Gesellschaft und damit faktisch der oberste Verantwortliche für den Betrieb der Bahn. Er führte die Orientbahn durch eine politisch wie wirtschaftlich instabile Periode, darunter die Balkankriege der Erste Weltkrieg und damit der weitere Zerfall des Osmanischen Reiches. Unter Müllers Leitung blieb das Unternehmen betriebsfähig und profitabel – trotz Krisen, Materialmangel und wachsender Bürokratie. Er wurde als betont sachlicher, effizienter Manager geschätzt, der auch unter Druck handlungsfähig blieb.

### Familie
Jakob Müller war mit Maria Rosa Cäcilia Honegger (1870–1953) verheiratet, einer Tochter eines aus Rüti ZH stammenden Seidenhändlers mit Niederlassung in Konstantinopel. Das Paar hatte vier Kinder: Edgar (1892), Rosy (1894), Julie (1900) und Jakob (1901). Die Familie gehörte zur gut situierten ausländischen Oberschicht in der Stadt und lebte entsprechend privilegiert.
Im Sommer residierte die Familie in einer Villa am Bosporus, unweit des Endbahnhofs der Orientbahn, im Winter in einer grossen Wohnung im europäischen Viertel Pera. Ihre Kinder besuchten zunächst lokale Auslandsschulen, später Schweizer Internate. Das Leben war stark vom internationalen Milieu in Konstantinopel geprägt. Zudem waren sie wirtschaftlich abgesichert durch die Kapitulationen, die Ausländer unter anderem von der Steuerpflicht befreiten. Reisen in die Schweiz erfolgten per Orientexpress – teils mit eigenem Wagen.

### Verwaltungsratsmandate und Rücktritt
Neben seiner Funktion als Generaldirektor der Orientalischen Eisenbahn wurde Jakob Müller 1916 in den Verwaltungsrat der Anatolischen Eisenbahn berufen, jener Bahn, die von Konstantinopel aus weiter Richtung Bagdad führen sollte. Die Ernennung erfolgte auf Vorschlag von Julius Frey, Präsident der Schweizerischen Kreditanstalt, im Einvernehmen mit der Deutschen Bank. Ziel war es, trotz des Ersten Weltkriegs eine neutrale Schweizer Stimme in den Leitungsgremien zu behalten.
Im Jahre 1918 legte Müller das Mandat nieder. Politischer Druck aus dem deutschen Lager erforderte die Nachbesetzung durch einen regierungsnahen Vertreter. Müller akzeptierte den Entscheid ohne Widerstand und zog sich mit 61 Jahren endgültig aus dem aktiven Berufsleben zurück. Sein Verhalten in dieser Phase galt als loyal, unprätentiös und pflichtbewusst – Eigenschaften, die seine ganze Laufbahn geprägt hatten.
Nach seinem Rücktritt kehrte Jakob Müller mit seiner Familie in die Schweiz zurück und liess sich in Zürich nieder. Dort lebte er zurückgezogen. Er verstarb im Jahr 1922. 
Sein Tod fand in den schweizerischen Medien ebenso Erwähnung wie in internationalen Eisenbahnerkreisen. Müllers Laufbahn steht exemplarisch für eine Generation von Schweizern, die im Ausland Schlüsselrollen im technischen, wirtschaftlichen und administrativen Aufbau übernahmen.